# NN-31
La carretera NN-31 es una vía departamental secundaria ubicada en el norte de Nicaragua. Con una longitud aproximada de 12 kilómetros, esta carretera conecta la comunidad de Santa Clara con la ciudad de El Jícaro, ambas en el departamento de Nueva Segovia.

## Trazado y cruces
La NN-31 se extiende en dirección sur a norte dentro del departamento de Nueva Segovia. A continuación se muestra una tabla con los principales puntos de su trazado:
| KM | Localidad   | Departamento  | Conexión/Ruta |
| -- | ----------- | ------------- | ------------- |
| 0  | Santa Clara | Nueva Segovia | NIC 27        |
| 6  | Las Cruces  | Nueva Segovia |               |
| 12 | El Jícaro   | Nueva Segovia | Ninguna       |

## Coordenadas
Uno de los tramos de la NN-31 puede ser encontrado en las coordenadas: 13°45′57″N 86°11′08″O / 13.7658, -86.1856